# Deutsche Leichtathletik-Meisterschaften 1974
Die 74. Deutschen Leichtathletik-Meisterschaften wurden vom 26. bis zum 28. Juli 1974 im Niedersachsenstadion von Hannover ausgetragen. Bei den 74. Deutschen Meisterschaften wurden die Ergebnisse zum ersten Mal offiziell über die elektronische Zeitmessung ausgegeben.

## Wettbewerbsprogramm
Aus dem Programm genommen wurde der in der Sommersaison nicht mehr zeitgemäße Fünfkampf der Männer.

## Ausgelagerte Disziplinen
Wie in den Jahren zuvor wurden weitere Meisterschaftstitel an verschiedenen anderen Orten vergeben, in der folgenden Auflistung in chronologischer Reihenfolge benannt.
- Crossläufe – Leimsfeld, 2. März mit Einzel- / Mannschaftswertungen für Frauen und Männer auf jeweils zwei Streckenlängen (Mittel- / Langstrecke). Diese Disziplin lief von nun an unter der Bezeichnung ‚Crosslauf‘ anstelle von bisher ‚Waldlauf‘.
- Langstaffeln, Frauen: 3 × 800 m / Männer: 4 × 800 m und 4 × 1500 m – Obersuhl, 29. September
- Mehrkämpfe (Frauen: Fünfkampf) / (Männer: Zehnkampf) – Trostberg, 13./14. Juli mit Einzel- und Mannschaftswertungen
- Marathonlauf – Husum, 28. September (letztmals nur für die Männer) mit Einzel- und Mannschaftswertung,[2]
- 50-km-Gehen (Männer) – Salzgitter, 13. Oktober mit Einzel- und Mannschaftswertung

## Rekord
Im 100-Meter-Lauf erzielte Annegret Richter (OSC Thier Dortmund) mit 11,24 Sekunden einen bundesdeutschen Rekord nach elektronischer Messung (BRel).

## Medaillengewinner, Männer
Die folgende Übersicht fasst die Medaillengewinner und -gewinnerinnen zusammen. Eine ausführlichere Übersicht mit den jeweils ersten acht in den einzelnen Disziplinen findet sich unter dem Link Deutsche Leichtathletik-Meisterschaften 1974/Resultate.
| Disziplin                                   | Gold                                                                             | Leistung        | Silber                                                                                             | Leistung        | Bronze                                                                           | Leistung        |
| ------------------------------------------- | -------------------------------------------------------------------------------- | --------------- | -------------------------------------------------------------------------------------------------- | --------------- | -------------------------------------------------------------------------------- | --------------- |
| 100 m (Wind: +3,27)                         | Manfred Ommer (TSV Bayer 04 Leverkusen)                                          | 10,20 s00       | Franz-Peter Hofmeister (Jugend 07 Bergheim)                                                        | 10,28 s00       | Klaus-Dieter Bieler (TV Wattenscheid 01)                                         | 10,31 s00       |
| 200 m (Wind: +0,3)                          | Manfred Ommer (TSV Bayer 04 Leverkusen)                                          | 20,57 s00       | Klaus-Dieter Bieler (TV Wattenscheid 01)                                                           | 20,70 s00       | Robert Tempel (LG Kreis Moers)                                                   | 21,18 s00       |
| 400 m                                       | Bernd Herrmann (TSV Bayer 04 Leverkusen)                                         | 45,10 s00       | Karl Honz (VfB Stuttgart)                                                                          | 45,60 s00       | Horst-Rüdiger Schlöske (TSV Siemensstadt Berlin)                                 | 46,35 s00       |
| 800 m                                       | Willi Wülbeck (Rot-Weiß Oberhausen)                                              | 1:46,50 min     | Josef Schmid (SV Salamander Kornwestheim)                                                          | 1:46,98 min     | Heinz Langenbach (Eichenkreuz LG Siegen)                                         | 1:47,01 min     |
| 1500 m                                      | Paul-Heinz Wellmann (TV 1885 Haiger)                                             | 3:39,83 min     | Thomas Wessinghage (TV 1885 Haiger)                                                                | 3:39,90 min     | Christoph Engel (LG Braunschweig)                                                | 3:41,30 min     |
| 5000 m                                      | Hans-Jürgen Orthmann (LG Sieg)                                                   | 14:01,1 min0    | Karl Mann (ASC Wella Darmstadt)                                                                    | 14:01,6 min0    | Friedel Klement (VfL Wolfsburg)                                                  | 14:03,8 min0    |
| 10.000 m                                    | Detlef Uhlemann (LC Bonn)                                                        | 28:48,6 min0    | Günter Mielke (TV Wattenscheid 01)                                                                 | 28:59,4 min0    | Wilhelm Jungbluth (Jugend 07 Bergheim)                                           | 29:04,4 min0    |
| Marathon                                    | Anton Gorbunow (LAC Quelle Fürth)                                                | 2:21:50,8 h000  | Josef Plum (TV 1894 Roetgen)                                                                       | 2:21:53,4 h000  | Ulrich Hutmacher (VfL Wolfsburg)                                                 | 2:23:05,6 h000  |
| Marathon, Mannschaftswertung                | ASC Wella DarmstadtLutz Philipp Till Lufft Helmut Reitz                          | 7:17:02 h00000  | LAC Quelle FürthAnton Gorbunow Clemens Schneider-Strittmatter Manfred Genthner                     | 7:19:09 h00000  | VfL WolfsburgUlrich Hutmacher Willi Wetzel Jürgen Behrens                        | 7:23:24 h00000  |
| 110 m Hürden (Wind: +2,1)                   | Manfred Schumann (USC Mainz)                                                     | 14,12 s00       | Dieter Gebhard (SV Salamander Kornwestheim)                                                        | 14,31 s00       | Volker Warbende (LG Itzehoe)                                                     | 14,34 s00       |
| 400 m Hürden                                | Rolf Ziegler (SKV Eglosheim)                                                     | 49,80 s00       | Werner Reibert (USC Heidelberg)                                                                    | 50,52s00        | Hermann Köhler (TV Wattenscheid 01)                                              | 50,84 s00       |
| 3000 m Hindernis                            | Michael Karst (SV Saar 05 Saarbrücken)                                           | 8:27,0 min0     | Willi Maier (SV Salamander Kornwestheim)                                                           | 8:31,4 min0     | Willi Wagner (TV Wattenscheid 01)                                                | 8:34,6 min0     |
| 4 × 100 m Staffel                           | TV Wattenscheid 01Günter Wessing Klaus-Dieter Bieler Dieter Steinmann Klaus Ehl  | 39,79 s00       | TSV Bayer 04 LeverkusenUlrich Haupt Manfred Ommer Werner Eikmeier Bernd Herrmann                   | 39,79 s00       | LG FrankfurtHeinz Rienecker Gerold Hein Klaus-Günther Lemke Karlheinz Weisenseel | 40,25 s00       |
| 4 × 400 m Staffel                           | VfB StuttgartFalko Geiger Georg Nückles Uwe Lenz Karl Honz                       | 3:05,32 min     | TSV Siemensstadt BerlinVolker Kolletzky Franz-Josef Gleen Wolfgang Druschky Horst-Rüdiger Schlöske | 3:06,52 min     | ASC Wella DarmstadtWolfgang Zischke Fritz Schäfer Lothar Krieg Müller            | 3:09,80 min     |
| 4 × 800 m Staffel                           | SV Salamander KornwestheimGünter Weber Lothar Schimmel Josef Schmid Rudolf Pagel | 7:31,0 min0     | SCC BerlinJürgen Lange Jörg Schütze Harald Neugebauer Jens-Bodo Fried                              | 7:32,7 min0     | LC BonnGerhard Schröder Reinhold Soyka Rudolf Brückner Gerd Schwillo             | 7:33,8 min0     |
| 4 × 1500 m Staffel                          | ASC Wella DarmstadtWilfried Raatz Reinhard Leibold Urs Lufft Karl Mann           | 15:35,2 min0    | VfL WolfsburgFriedel Klement Reiner Burmester Volker Bergander Klaus Klingeberg                    | 15:45,0 min0    | LC BonnJohannes Lummer Ludwig Haefele Detlef Uhlemann Jochen Schirmer            | 15:45,8 min0    |
| 20-km-Gehen                                 | Bernd Kannenberg (LAC Quelle Fürth)                                              | 1:29:48,0 h000  | Gerhard Weidner (TSV Salzgitter)                                                                   | 1:29:53,6 h000  | Heinrich Schubert (DJK Adler Bad Kreuznach)                                      | 1:32:38,8 h000  |
| 20-km-Gehen, Mannschaftswertung             | VfL WolfsburgManfred Kolvenbach Siegfried Richter Bernhard Schmidt               | 4:45:31,8 h000  | LAC Quelle FürthBernd Kannenberg Leo Frey Alfons Schwarz                                           | 4:46:46,4 h000  | USC HeidelbergRobert Henderson / USA Franz Zähringer Wolfgang Werner             | 4:56:09,8 h000  |
| 50 km Gehen                                 | Gerhard Weidner (TSV Salzgitter)                                                 | 4:00:51,0 h000  | Heinrich Schubert (DJK Adler Bad Kreuznach)                                                        | 4:07:33,2 h000  | Hans Michalski (Eintracht Frankfurt)                                             | 4:21:24,8 h000  |
| 50 km Gehen, Mannschaftswertung             | VfL WolfsburgHeinz Mayr Bernhard Schmidt Manfred Kolvenbach                      | 13:16:55,6 h000 | LAC Quelle FürthAlfons Schwarz Leo Frey Hanno Haag                                                 | 13:17:21,0 h000 | Eintracht FrankfurtHans Michalski Walter Drössler Reinhard Speidel               | 14:02:06,8 h000 |
| Hochsprung                                  | Walter Boller (USC Mainz)                                                        | 2,17 m          | Wolfgang Bachl (VfB Stuttgart)                                                                     | 2,11 m          | Heinz-Günter Zimmer (TV 1846 Alzey)                                              | 2,11 m          |
| Stabhochsprung                              | Donald Baird / Australien (KSV Hessen Kassel)                                    | 5,25 m          | Heinz Busche (ASV Köln)                                                                            | 5,20 m          | Masanori Araya / Japan (USC Mainz)                                               | 5,10 m          |
| Weitsprung                                  | Hans Baumgartner (TV Heppenheim)                                                 | 8,00 m          | Ulrich Köwring (TV Wattenscheid 01)                                                                | 7,77 m          | Hans-Jürgen Berger (TuS 04 Leverkusen)                                           | 7,74 m          |
| Dreisprung                                  | Joachim Kugler (ASC Wella Darmstadt)                                             | 15,91 m         | Wolfgang Kolmsee (SV Salamander Kornwestheim)                                                      | 15,90 m         | Bernd Sussner (Eintracht Frankfurt)                                              | 15,87 m         |
| Kugelstoßen                                 | Ralf Reichenbach (OSC Berlin)                                                    | 20,15 m         | Ferdinand Schladen (LC Bonn)                                                                       | 18,96 m         | Gerhard Steines (TV Wattenscheid 01)                                             | 18,85 m         |
| Diskuswurf                                  | Hein-Direck Neu (TSV Bayer 04 Leverkusen)                                        | 62,36 m         | Klaus-Peter Hennig (TSV Bayer 04 Leverkusen)                                                       | 60,94 m         | Alwin Wagner (TV 1861 Melsungen)                                                 | 58,32 m         |
| Hammerwurf                                  | Edwin Klein (TSV Bayer 04 Leverkusen)                                            | 71,24 m         | Uwe Beyer (USC Mainz)                                                                              | 71,02 m         | Manfred Hüning (LAZ Rhede)                                                       | 70,68 m         |
| Speerwurf                                   | Klaus Wolfermann (SV Gendorf)                                                    | 84,58 m         | Michael Wessing (Recklinghäuser LC)                                                                | 80,80 m         | Horst Timmer (TSV Bayer 04 Leverkusen)                                           | 80,30 m         |
| Zehnkampf, 1965er W. 2. Zeile: 1985er Wert. | Kurt Bendlin (ASV Köln)                                                          | 7945 P (7846 P) | Eberhard Stroot (USC Mainz)                                                                        | 7864 P (7706 P) | Herbert Swoboda (USC Mainz)                                                      | 7715 P (7575 P) |
| Zehnkampf, Mannschaftswertung               | USC MainzEberhard Stroot Herbert Swoboda Günter Hoffmann                         | 23.113 P        | LG USC BochumWolfgang Linkmann Claus Marek Detlef Kleefeld                                         | 21.118 P        | LC BonnWalter Mössle Uli Schmedemann Gerd Stengert                               | 20.595 P        |
| Crosslauf Mittelstrecke – 5000 m            | Wolfgang Riesinger (LG Ratio Münster)                                            | 15:07,0 min0    | Karl Mann (ASC Wella Darmstadt)                                                                    | 15:11,2 min0    | Ulrich Hutmacher (VfL Wolfsburg)                                                 | 15:13,6 min0    |
| Crosslauf Mittelstrecke, Mannschaftswertung | ASC Wella Darmstadt IKarl Mann Till Lufft Claus-Peter Hälsig                     | Pl.-Ziff. 24    | VfL WolfsburgUlrich Hutmacher Wilfried Jackisch Volker Bergander                                   | Pl.-Ziff. 51    | ASC Wella Darmstadt IIHerbert Schmitt Arnd Krüger Wilfried Raatz                 | Pl.-Ziff. 77    |
| Crosslauf Langstrecke – 11.190 m            | Detlef Uhlemann (LC Bonn)                                                        | 35:53,8 min0    | Gerd Frähmcke (LG Itzehoe)                                                                         | 36:00,0 min0    | Wilhelm Jungbluth (Jugend 07 Bergheim)                                           | 36:04,8 min0    |
| Crosslauf Langstrecke, Mannschaftswertung   | ASC Wella DarmstadtReinhard Leibold Lutz Philipp Falko Will                      | Pl.-Ziff. 28    | LAC Quelle FürthAnton Gorbunow Karl Heinz Betz Manfred Genthner                                    | Pl.-Ziff. 42    | LC BonnDetlef Uhlemann Johannes Lummer Jochen Schirmer                           | Pl.-Ziff. 42    |

## Medaillengewinnerinnen, Frauen
| Disziplin                                   | Gold                                                                                       | Leistung        | Silber                                                                                                  | Leistung        | Bronze                                                                         | Leistung        |
| ------------------------------------------- | ------------------------------------------------------------------------------------------ | --------------- | --- | --------------- | ------------------------------------------------------------------------------ | --------------- |
| 100 m (Wind: +1,17)                         | Annegret Richter geb. Irrgang (OSC Thier Dortmund)                                         | 11,24 s BRel    | Elfgard Schittenhelm geb. Weismann (OSC Berlin)                                                         | 11,40 s00       | Inge Helten (OSC Thier Dortmund)                                               | 11,51 s00       |
| 200 m (Wind: +0,99)                         | Annegret Richter geb. Irrgang (OSC Thier Dortmund)                                         | 23,46 s00000    | Annegret Kroniger (USC Mainz)                                                                           | 23,70 s00       | Elfgard Schittenhelm geb. Weismann (OSC Berlin)                                | 23,86 s00       |
| 400 m                                       | Rita Wilden geb. Jahn (TuS 04 Leverkusen)                                                  | 52,06 s00000    | Elke Barth (TSV Bayer Dormagen)                                                                         | 52,53 s00       | Dagmar Jost (TG Bad Homburg)                                                   | 53,15 s00       |
| 800 m                                       | Gisela Klein geb. Ellenberger (TuS 04 Leverkusen)                                          | 2:02,10 min000  | Angelika Traugott geb. Bittrich (TuS 04 Leverkusen)                                                     | 2:06,30 min     | Karin Kaseder (Sportfreunde Zeilarm)                                           | 2:06,83 min     |
| 1500 m                                      | Ellen Wellmann geb. Tittel (TuS 04 Leverkusen)                                             | 4:21,6 min0000  | Sylvia Schenk (Eintracht Frankfurt)                                                                     | 4:22,2 min0     | Christine Klemme (LG Göttingen)                                                | 4:26,0 min0     |
| 3000 m                                      | Gudrun Hodey (VfL Eintracht Hagen)                                                         | 9:22,2 min0000  | Gerda Ranz geb. Klöpfer (LAC Quelle Fürth)                                                              | 9:24,2 min0     | Vera Kemper (TuS Neuenkamp)                                                    | 9:24,8 min0     |
| 100 m Hürden (Wind: +2,76)                  | Marlies Koschinski (TSV Bayer 04 Leverkusen)                                               | 13,58 s00000    | Christa Xalter (SV Salamander Kornwestheim)                                                             | 13,77 s00       | Christel Voß (TuS 04 Leverkusen)                                               | 13,80 s00       |
| 4 × 100 m Staffel                           | OSC Thier DortmundUrsula Pudelko Inge Helten Annegret Richter geb. Irrgang Silvia Hollmann | 44,51 s00000    | OSC BerlinSigrid Barth Elfgard Schittenhelm geb. Weismann Evelin Borrmann Maren Schröder                | 44,97 s00       | TSV Bayer DormagenJudith Wilcock Elke Barth Ute Weichenthal Elvira Springsguth | 45,35 s00       |
| 3 × 800 m Staffel                           | TuS 04 Leverkusen IIChristel Schlaukötter Brigitte Koczelnik Gisela Klein geb. Ellenberger | 6:39,0 min0000  | TuS 04 Leverkusen IErika Weinstein geb. Götz Angelika Traugott geb. Bittrich Ellen Wellmann geb. Tittel | 6:39,1 min0     | Eintracht FrankfurtMarieluise Remling Regine Sussner geb. Schoch Sylvia Schenk | 6:46,4 min0     |
| Hochsprung                                  | Karin Wagner (USC Mainz)                                                                   | 1,85 m          | Ulrike Meyfarth (ASV Köln)                                                                              | 1,85 m          | Renate Pietschmann (Stuttgarter Kickers)                                       | 1,82 m          |
| Weitsprung                                  | Edda Trocha geb. Schmiedel (SG Düren 99)                                                   | 6,36 m          | Birgit Wilkes (LC Bonn)                                                                                 | 6,34 m          | Margot Eppinger (LG Filder)                                                    | 6,31 m          |
| Kugelstoßen                                 | Eva Wilms (TSV 1860 München)                                                               | 16,38 m         | Helga Jaxt (USC Mainz)                                                                                  | 15,28 m         | Rosa Molina / Chile (SCC Berlin)                                               | 14,19 m         |
| Diskuswurf                                  | Liesel Westermann (TuS 04 Leverkusen)                                                      | 57,34 m         | Anne-Chatrine Rühlow geb. Lafrenz (Preußen Münster)                                                     | 49,24 m         | Marion Gröger (ASV Köln)                                                       | 46,60 m         |
| Speerwurf                                   | Ameli Koloska geb. Isermeyer (TV Nieder-Olm)                                               | 56,10 m         | Marion Becker geb. Steiner (Eintracht Frankfurt)                                                        | 56,02 m         | Anneliese Gerhards geb. Jansen (TuS 04 Leverkusen)                             | 52,54 m         |
| Fünfkampf, 1971er W. 2. Zeile: 1981er Wert. | Christel Voß (TuS 04 Leverkusen)                                                           | 4479 P (4398 P) | Eva Wilms (TSV 1860 München)                                                                            | 4352 P (4255 P) | Annette Stein (LG USC Bochum)                                                  | 4322 P (4234 P) |
| Fünfkampf, Mannschaftswertung               | TSV 1860 MünchenEva Wilms Karen Mack Brigitte Janssen                                      | 12.555 P        | LG USC BochumAnnette Stein Ziemek Schnall                                                               | 11.516 P        | Düsseldorfer SC 99Birgit Martin Leboterf Junginger                             | 11.368 P        |
| Crosslauf Mittelstrecke – 2240 m            | Sylvia Schenk (Eintracht Frankfurt)                                                        | 7:36,2 min0000  | Christel Frese (ASV Köln)                                                                               | 7:40,2 min0     | Rita Seggewiß (Rasensport Coesfeld)                                            | 7:42,0 min0     |
| Crosslauf Mittelstrecke, Mannschaftswertung | ASV KölnChristel Frese Gertrud Theißen Rita Windbrake                                      | Pl.-Ziff. 19    | LBV Phönix LübeckMarita Jeske geb. Kloth D. Krüger Kirsten Hünemörder                                   | Pl.-Ziff. 44    | LG DJK Andernach-NeuwiedHerta Kaffei Sylvia Mink Klein                         | Pl.-Ziff. 47    |
| Crosslauf Langstrecke – 4370 m              | Christa Kofferschläger (Barmer TV 1846 Wuppertal)                                          | 16:20,8 min0000 | Ellen Wellmann geb. Tittel (TuS 04 Leverkusen)                                                          | 16:28,8 min0    | Charlotte Teske geb. Bernhard (ASC Wella Darmstadt)                            | 16:32,0 min0    |
| Crosslauf Langstrecke, Mannschaftswertung   | Barmer TV 1846 WuppertalChrista Kofferschläger Eva Oppermann Ingrid Unger                  | Pl.-Ziff. 30    | ASC Wella DarmstadtCharlotte Teske geb. Bernhard Christel Rosenthal Döge                                | Pl.-Ziff. 32    | TuS 04 LeverkusenEllen Wellmann geb. Tittel Diehl Christel Schlaukötter        | Pl.-Ziff. 35    |